# Elecciones parlamentarias de Venezuela de 1973
Dichas elecciones parlamentarias se llevaron a cabo el 9 de diciembre de 1973, para renovar por completo los escaños el Congreso Nacional. Los resultados dieron la mayoría de ambas cámaras al partido Acción Democrática. En estas elecciones se acentuó el bipartidismo entre AD y COPEI que caracterizaría el sistema político venezolano hasta la década de los 90. De igual manera, Unión Republicana Democrática sufrió un estrepitoso colapso en apoyos

## Resultados
| Partidos                               | Votos     | %    | Diputados | Diputados | Senadores | Senadores |
| Partidos                               | Votos     | %    | Escaños   | +/-       | Escaños   | +/-       |
| -------------------------------------- | --------- | ---- | --------- | --------- | --------- | --------- |
| Acción Democrática                     | 1 955 439 | 44.4 | 102       | +36       | 28        | +9        |
| Copei                                  | 1 330 514 | 30.2 | 64        | +5        | 13        | -3        |
| Movimiento al Socialismo               | 232 756   | 5.3  | 9         | Nuevo     | 2         | Nuevo     |
| Movimiento Electoral del Pueblo        | 218 192   | 5.0  | 8         | -17       | 2         | -3        |
| Cruzada Cívica Nacionalista            | 140 462   | 4.3  | 7         | -14       | 1         | -2        |
| Unión Republicana Democrática          | 54 759    | 3.2  | 5         | -13       | 1         | -2        |
| Fuerza Democrática Popular             | 52 754    | 1.2  | 0         | -10       | 0         | -2        |
| Partido Comunista de Venezuela         | 44 012    | 1.2  | 2         | Nuevo     | 0         | Nuevo     |
| Movimiento de Izquierda Revolucionaria | 32 751    | 1.0  | 1         | Nuevo     | 0         | Nuevo     |
| Opinión Nacional                       | 29 920    | 0.7  | 1         | Nuevo     | 0         | Nuevo     |
| Partido Nacional Integracionista       | 30 618    | 0.7  | 1         | Nuevo     | 0         | Nuevo     |
| Independientes Progresistas            | 27 528    | 0.6  | 0         | Nuevo     | 0         | Nuevo     |
| Otros                                  | 48 155    | 2.1  | 0         | —         | 0         | —         |
| Votos en blanco/anulados               | 172 422   | —    | —         | —         | —         | –         |
| Total                                  | 4 737 152 | 100  | 200       | -14       | 47        | -5        |
| Fuente: Nohlen                         |           |      |           |           |           |           |